# Contea di Leon (Florida)
La contea di Leon (in inglese Leon County) è una contea della Florida, negli Stati Uniti. Il suo capoluogo amministrativo è Tallahassee la quale è inoltre la capitale dello Stato della Florida. Nella contea ci sono due importanti università, la Florida State University e la Florida A&M University, le quali fanno sì che la Contea di Leon si distingua tra tutte le 67 contee dello Stato come quella col miglior livello di istruzione.

## Geografia fisica
La contea ha un'area di 1.818 km² di cui il 4,99% è coperto d'acqua. Fa parte dell'Area Statistica Metropolitana di Tallahassee e confina con:
- Contea di Grady - nord
- Contea di Thomas - nord
- Contea di Jefferson - est
- Contea di Wakulla - sud
- Contea di Gadsden - ovest
- Contea di Liberty - ovest

## Storia
Originariamente parte della Contea di Escambia e più tardi della Contea di Gadsden, la Contea di Leon fu creata nel 1824. Fu chiamata così in onore di Juan Ponce de León, il primo esploratore europeo a mettere piede in Florida. Tra il 1850 e il 1860 la contea fu un vero e proprio "regno del cotone" raggiungendo il quinto posto tra tutte le contee della Florida e della Georgia per la produzione del suddetto tessuto.

## Città principali
- Tallahassee

## Politica
| Anno | Repubblicani | Democratici | Altri |
| ---- | ------------ | ----------- | ----- |
| 2004 | 37,8%        | 61,5%       | 0,7%  |
| 2000 | 37,9%        | 59,6%       | 2,6%  |
| 1996 | 37%          | 54,6%       | 8,4%  |
| 1992 | 32,9%        | 49,1%       | 18%   |
| 1988 | 51,4%        | 47,7%       | 0,9%  |